# Heart of Darkness (альбом)
Heart of Darkness — шостий студійний альбом німецького хеві-метал гурту Grave Digger. Альбому притаманний більш темний і агресивний звук ніж на попередніх альбомах. Усі композиції на альбомі поєднує похмурий аспект — ненависть, темрява, смерть, тінь, зрада і т. ін. Титульний трек написаний за мотивами фільму Апокаліпсис сьогодні.

## Список композицій
1. «Tears of Madness» — 2:09
2. «Shadowmaker» — 5:40
3. «The Grave Dancer» — 5:02
4. «Demon's Day» — 7:30
5. «Warchild» — 6:09
6. «Heart of Darkness» — 11:57
7. «Hate» — 4:24
8. «Circle of Witches» — 7:43
9. «Black Death» — 5:41
10. «My Life» — 5:08
11. «Dolphin's Cry» — 6:01

Останні дві композиції доступні на діджіпак виданні тиражем 6666 примірників.

## Учасники
- Кріс Болтендаль — вокал
- Уве Луліс — гітара
- Томі Геттліх — бас-гітара
- Франк Ульріх — ударні